# Pristimantis chocolatebari
Pristimantis chocolatebari — вид жаб родини Craugastoridae. Описаний у 2021 році.

## Назва
Назва виду chocolatebari перекладається з англійської як шоколадна плитка і вшановує американську кондитерську компанію US Chocolate Corporation, яка щедро жертвувала ресурси на розширення та захист хмарних лісів північних колумбійських Анд.

## Поширення
Ендемік Колумбії. Поширений у хмарних лісах в Андах.